# Жуанзінью
Жуан Натаїлтон Рамус дус Сантус (порт. João Natailton Ramos dos Santos), більш відомий як Жуанзінью (порт. Joãozinho, нар. 25 грудня 1988, Убатуба) — бразильський футболіст, вінгер клубу «Сочі».

## Ігрова кар'єра
У дорослому футболі дебютував 2006 року виступами за команду бразильську команду «Португеза Деспортос», в якій провів два роки, взявши участь у 54 матчах чемпіонату.
Своєю грою за цю команду привернув увагу представників тренерського штабу клубу «Левскі», до складу якого приєднався 7 грудня 2007 року. Відіграв за команду з Софії наступні чотири сезони своєї ігрової кар'єри. Більшість часу, проведеного у складі «Левскі», був основним гравцем команди і допоміг команді 2009 року виграти чемпіонат та суперкубок країни.
До складу клубу «Краснодар» приєднався 30 січня 2011 року. Всього встиг відіграти за краснодарську команду 177 матчів в національному чемпіонаті.
У липні 2018 став гравцем московського «Динамо».
Влітку 2021, після закінчення контракту з попереднім клубом, підписав контракт з «Сочі».

## Досягнення
- Чемпіон Болгарії (1):

«Левскі»: 2008-09
- Володар Суперкубка Болгарії (1):

«Левскі»: 2009